# Теплов, Алексей Григорьевич
Алексей Григорьевич Теплов (26 августа 1757 — 11 августа 1826 года) — русский государственный деятель из рода Тепловых, тайный советник, глава губерний, сенатор.
Сын Григория Николаевича Теплова от его второй, украинской жены Матрёны Герасимовны Демешко-Стрешенцовой. Воспитывался в доме её двоюродного брата К. Г. Разумовского вместе с его сыновьями, благодаря чему получил хорошее образование под руководством Шлёцера. Позже, слушал лекции в Киле, соученик А. Н. Радищева по Лейпцигскому университету (1785).
Служил в гвардии (с чином бригадира), потом по гражданскому ведомству. В декабре 1796 года произведён в действительные статские советники. Гражданский губернатор Слободско-Украинской губернии (1796—1798). В период его правления были построены больница приказа общественного призрения и здания для училищ.
3 апреля 1798 года награждён орденом Святой Анны 1 степени.
По доносу вице-губернатора Г. Р. Шидловского обвинён в злоупотреблениях и оставил должность. В 1799 году был издан указ Сената «О взыскании денег с бывшего губернатора Теплова, взятых с винной суммы для ремонта государственных домов». В 1800 году — киевский губернатор, затем сенатор (17.03.1801), почетный опекун Санкт-Петербургского опекунского совета (1802—1809) и управляющий делами петербургского Вдовьего дома (1803).
23 декабря 1813 года вышел в отставку. Жил в роскошном имении Молодовое Карачевского уезда Орловской губернии, где была богатая библиотека, коллекция музыкальных инструментов, картин и редких гравюр.
В 1816—1817 годах жил в Орле, где с 1818 по 1820 год занимал должность губернского предводителя дворянства. Так же как и его отец, был хорошим скрипачом, большим любителем музыки, в молодости участвовал в любительских концертах при дворе. Владел одним из лучших крепостных оркестров.
Могила Теплова сохранилась в Донском монастыре. На его скромном надгробии чётко указаны даты жизни: родился 26 августа 1763 года, скончался 11 августа 1826 года (в связи с приведёнными документальными датами трудно поверить, что на его портрете работы Д. Г. Левицкого, датированном якобы 1769-м годом, изображён ребёнок семи лет; но есть и другие документальные факты: его отец в декабре 1754 года официально сообщал императрице Елизавете, что его сыну Алексею пятый месяц от роду).

## Семья и дети
1. жена Елизавета Михайловна Ласунская (ум. 1812).
  - Николай (1791—1871), штабс-капитан Преображенского полка, участник Бородинского сражения и заграничных походов. Музыкант-любитель. Первым браком был женат на Федосье Николаевне Тургеневой (1800—1837), родной тетке будущего писателя.
  - Михаил (ум. 1892), полковник.
2. жена Екатерина Гавриловна Кругликова (1794—09.12.1875[6]), дочь Гавриила Ивановича Кругликова от брака его с  Еленой Ивановной Вадбольской; сестра тайного советника  И. Г. Кругликова. Умерла в Петербурге от горячки, похоронена при Свято-Троицкой церкви усадьбы села Молодовое Карачевского уезда Орловской губернии. Дети:
  - Екатерина (1814—1878), с 1834 года жена декабриста З. Г. Чернышёва.
  - Григорий (1815—1878), выпускник Московского университета, изучал экономику и социальные науки в Англии. Увлекался садоводством. Автор работ по улучшении быта крестьян. Вместе с Н. Киреевым учредил в своем уезде лесную контору.
  - Павел (1818—1858), штабс-ротмистр, в 1847 году адъютант князя П. Н. Трубецкого, в 1858 году почетный смотритель Карачевского уездного училища.

Потомки : Теплов Пётр Андреевич, Теплов Николай Петрович, родился 01.12.1929г., Теплов Александр Николаевич, родился 10.11.1961г, Теплов Максим Александрович, родился 03.11.1985г., Теплов Александр Александрович, родился 26.08.1991г.